# Trio d'archi
Il trio d'archi è un gruppo strumentale composto da tre strumenti ad arco, solitamente un violino, una viola e un violoncello. Una composizione scritta per il medesimo organico prende il nome di trio per archi.

## Storia
Il termine viene generalmente usato con riferimento ad opere di musica da camera dal periodo barocco ai giorni nostri: infatti, la più antica forma di trio d'archi era costituita da due violini e un violoncello, ensemble tipico per l'esecuzione delle sonate in trio barocche.
Successivamente si diffuse maggiormente il trio formato da violino, viola e violoncello: a partire dalla seconda metà del XVIII secolo, nel periodo classico, anche se la configurazione del trio per due violini e violoncello non era del tutto abbandonata, la formazione violino-viola-violoncello ha cominciato a prevalere. Joseph Haydn sembra essere stato il primo compositore ad usare questa combinazione (Tilmouth e Smallman 2001).
Scrivere per trio violino-viola-violoncello offre una gamma ampia di materiali e colori per un compositore esperto. La strumentazione più snella (rispetto al quartetto d'archi più comune) pone anche sfide compositive specialmente all'interno di una tradizione musicale caratterizzata da una scrittura armonica a quattro parti. Nei secoli 19° e 20°, dopo Mozart e Beethoven, raccolsero questa sfida compositori come Lennox Berkeley, Carlos Chávez, Henry Cowell, Jean Cras, Paul Dessau, Ernő Dohnányi, Hanns Eisler, Jean Françaix, Heinrich von Herzogenberg, Paul Hindemith, Gideon Klein, Martin Frank, Bohuslav Martinů, Darius Milhaud, Moeran John Ernest, Manuel Ponce, Max Reger, Alexis Roland-Manuel, Miklós Rózsa, Arnold Schönberg, Franz Schubert, Schuman William, Jean Sibelius, Robert Simpson, Richard Strauss, Sergej Taneyev, Heitor Villa-Lobos, Anton Webern, e Eugène Ysaÿe.
Più di recente, notevoli trii d'archi sono stati scritti da Murray Adaskin, Luis Bacalov, Alain Bancquart, Robert Carl, Pascal Dusapin, Donald Erb, Karlheinz Essl, Brian Ferneyhough, Berthold Goldschmidt, Sofia Gubaidulina, Bertold Hummel, Talivaldis Kenins, Ernst Křenek, Helmut Lachenmann, Paul Marić Ljubica Lansky, Krzysztof Meyer, Krzysztof Penderecki, Peterson Wayne, Wolfgang Rihm, Boguslaw Schaeffer, Alfred Schnittke, Karlheinz Stockhausen, Waterhouse Graham, Charles Wuorinen, La Monte Young, Iannis Xenakis, e Zwilich Ellen Taaffe.
Mentre il trio d'archi è certamente più raro del quartetto d'archi, ci sono stati e continuano ad esserci ensemble dedicati alla esecuzione e registrazione del repertorio per trio d'archi.
Altri tipi più insoliti di trii d'archi sono i trii di Wolfgang Amadeus Mozart per due violini e contrabbasso, e quelli di Antonín Dvořák e Frank Bridge trii per due violini e viola. Quest'ultimo tipo di trio è conosciuto anche come un terzet o terzetto;  altri che hanno scritto trii per questa combinazione sono Robert Fuchs (tre, due nel suo opus 61 e uno nel suo opus 107) e Sergei Taneyev (la sua op. 21).
Wilhelm Killmayer ha scritto un trio (1975) per la combinazione simile di due violini e violoncello e Stefan Hakenberg ha segnato il terzo movimento della mappa di spostamento (2002), dal titolo "Monochrome", per questa combinazione.

## Repertorio
- Luigi Boccherini: 6 Tercetti F, c, A, D, E, F op.14 G 95–100 (1772); 6 Tercetti f, G, E, D, C, E op.34 G 101–106 (1781); 6 Tercettini A, G, B, E, D, F op.47 G 107–112 (1793)
- Felice Giardini: 6 Trios op.17, 6 Trios op.20, 6 Trios op.26, 2 Trios op. posth.
- Franz Joseph Haydn: Trios Hob. V:1-21
- Vacláv Pichl: 6 Trios op.7
- Wolfgang Amadeus Mozart: Trio in si bemolle maggiore K 266 (1777); Preludi e fughe K 404a (1782); Divertimento in mi bemolle maggiore K 563 (1788)
- Johann Georg Albrechtsberger: 6 Terzetti op.9a (1789/1793)
- Ludwig van Beethoven: Streichtrio  Nr. 1 Es op. 3 (1792); Serenade "Streichtrio  Nr. 2" D op. 8 (1797); Streichtrio Nr. 3 G op. 9 Nr. 1 (1797/98); Streichtrio Nr. 4 D op. 9 Nr. 2 (1797/98); Streichtrio Nr. 5 c op. 9 Nr. 3 (1797/98)
- Johann Nepomuk Hummel: Trio für Violine/Viola, Viola und Violoncello Es (1799); Trio für Violine/Viola, Viola und Violoncello G (1801)
- Anton Reicha: Streichtrio F (vor 1809)
- Franz Alexander Pössinger Trios concertantes op. 36 Nr. 1 & 2; Serenata in Trio concertante op. 10
- Franz Schubert: Streichtrios B D 111A (1814), D 471 (1816) und D 581 (1817)
- Heinrich von Herzogenberg: Streichtrio A op. 27 Nr. 1 (1879); Streichtrio F op. 27 Nr. 2 (1879)
- Richard Strauss: Variazioni su "Das Dirndl is harb auf mi" TRV 109 (1882)
- Carl Reinecke: Streichtrio c op.249 (1898)
- Ernst von Dohnányi: Serenade C op. 10 (1904)
- Leó Weiner: Streichtrio g op. 6 (1908)
- Robert Fuchs: Streichtrio A op. 94 (1912)
- Sergej Tanejew: Streichtrio D (1879/80); Streichtrio h (1913)
- Wilhelm Berger: Streichtrio g op. 69 (1908)
- Max Reger: Streichtrio a op. 77b (1904); Streichtrio d op. 141b (1915)
- Jean Cras: Streichtrio (1926)
- Anton Webern: Streichtrio op. 20 (1926/27)
- Ernest Moeran: Streichtrio G (1931)
- Boris Blacher: Streichtrio (1931)
- Paul Hindemith: Streichtrio op. 34 (1924); Streichtrio o.op. (1933)
- Jean Françaix: Streichtrio (1933)
- Ernst Toch: Streichtrio op. 63 (1936)
- Bohuslav Martinů: Streichtrio Nr. 1 H 136 (1923); Streichtrio Nr. 2 H 238 (1934)
- Albert Roussel: Streichtrio op. 58 (1937)
- Bernd Alois Zimmermann: Streichtrio (1944)
- László Lajtha: Sérénade op. 9 (1927); Streichtrio Nr. 2 op. 18 (1932); Streichtrio Nr. 3 op. 41 "Soirs transsylvains" (1945)
- Heitor Villa-Lobos: Streichtrio W 460 (1945)
- Arnold Schönberg: Streichtrio op. 45 (1946)
- Johann Nepomuk David: Streichtrio G (1931); Streichtrio op. 33, Nr. 1, "Nicolo Amati in memoriam" (1945); Streichtrio op. 33, Nr. 2, Antonio Stradivario in memoriam (1945); Streichtrio op. 33, Nr. 3, "Giuseppe Guarneri del Gesù in memoriam" (1948); Streichtrio op. 33, Nr. 4, "Jacobo Stainer in memoriam" (1948)
- Bertold Hummel: Streichtrio op. 1b (1948)
- Sándor Veress: Trio per archi (1954)
- Giacinto Scelsi: Streichtrio (1958)
- Tison Street: Streichtrio (1963)
- Walter Piston: 3 Counterpoints (1973)
- Bertold Hummel: Adagio „in memoriam Benjamin Britten“ für Streichtrio op. 62a (1976)
- Iannis Xenakis: „Ikhoor“ (1978)
- Wolfgang Fortner: Streichtrio Nr. 1 (1953); Streichtrio Nr. 2 (1983)
- Roman Haubenstock-Ramati: Streichtrio Ricercari (1948/78); Streichtrio (1985)
- Ernst Křenek: Streichtrio op. 118 (1949); Streichtrio op. 122 "Parvula corona musicalis ad honorem J. S. Bach" (1950); Streichtrio in 12 Stationen, op. 237 (1985)
- Reinhard Schwarz-Schilling: Streichtrio (1983); Studie über B-A-C-H (im Streichtrio-Satz, 1985)
- Alfred Schnittke: Streichtrio (1985)
- Sofia Gubaidulina: Streichtrio (1988)
- Robert Simpson: Streichtrio (1989)
- Krzysztof Penderecki: Streichtrio (1991)
- Krzysztof Meyer: Streichtrio (1993)
- Brian Ferneyhough: String Trio (1995)
- Karlheinz Essl jun.: à trois – seul (1998)
- Liduino Pitombeira: Amadeus, Streichtrio op. 113 (2006)
- Daniel Schnyder: String Trio (1993)
- Carmelo Mantione: Trio d'archi op.22b (2021)

## Celebri trii d'archi
- Il Trio Grumiaux
- Il Trio italiano d'archi
- Il trio Archibudelli
- Il Trio Perlmann-Zuckermann-Harrell

### Trii d'archi contemporanei
- Trio AnPaPié
- Belcanto Strings
- Trio Broz
- Dresdner String Trio
- Faure String Trio
- Jade string trio
- Leopold String Trio
- Pluck String trio
- Trio della Scala
- Trio Hegel (www.triohegel.com)
- Nuovo Trio Italiano d’Archi